# Parbbatipur
Parbbatipur è una suddivisione dell'India, classificata come census town, di 7.833 abitanti, situata nel distretto di Nadia, nello stato federato del Bengala Occidentale. In base al numero di abitanti la città rientra nella classe V (da 5.000 a 9.999 persone).

## Geografia fisica
La città è situata a 22° 39' 45 N e 88° 13' 20 E e ha un'altitudine di 8 m s.l.m..

## Società

### Evoluzione demografica
Al censimento del 2001 la popolazione di Parbbatipur assommava a 7.833 persone, delle quali 3.961 maschi e 3.872 femmine. I bambini di età inferiore o uguale ai sei anni assommavano a 711, dei quali 344 maschi e 367 femmine. Infine, coloro che erano in grado di saper almeno leggere e scrivere erano 6.021, dei quali 3.235 maschi e 2.786 femmine.